# كاريسوبرودول
كاريسوبرودول ، الذي يباع تحت الاسم التجاري سوما من بين أسماء أخرى، هو دواء يستخدم لعلاج آلام العضلات والعظام .  يجب أن لا تتعدى مدة الاستخدام ثلاثة أسابيع فقط.  تبدأ التأثيرات عمومًا خلال نصف ساعة وتستمر لمدة تصل إلى ست ساعات.  يؤخذ عن طريق الفم. 
وتشمل الآثار الجانبية الشائعة الصداع، والدوخة، والنعاس.  قد تشمل الآثار الجانبية الخطيرة الإدمان ، وردود الفعل التحسسية ، والنوبات المرضية . أما عند الأشخاص الذين يعانون من حساسية السلفا ، قد تؤدي تركيبات معينة إلى مشاكل صحية.  كما أن سلامة المرأة أثناء الحمل والرضاعة الطبيعية ليست واضحة.   كيف يعمل ليس واضحا.  ويعتقد أن بعض تأثيراته تحدث بعد تحويله إلى الميبروبامات . 
تمت الموافقة على استخدام الكاريسوبرودول طبيًا في الولايات المتحدة في عام 1959.  وتم سحب الموافقة عليها في أوروبا في عام 2008.  وهو متاح كدواء عام .  في الولايات المتحدة، تبلغ تكلفة الجملة أقل من 0.10 دولارًا أمريكيًا للجرعة.  في عام 2017، كان الدواء رقم 255 الأكثر شيوعًا في الولايات المتحدة، مع أكثر من مليون وصفة طبية.   كما تعتبر مادة خاضعة للرقابة من الجدول الرابع . 